# 拉-贝森贝克
拉-贝森贝克是德国石勒苏益格－荷尔斯泰因州的一个市镇。总面积12.99平方公里，总人口555人，其中男性269人，女性286人（2011年12月31日），人口密度43人/平方公里。